# 岡山県青年会館ユースホステル
岡山県青年会館ユースホステル（おかやまけんせいねんかいかんユースホステル）は日本ユースホステル協会に加盟していた岡山県のユースホステル。
2008年3月31日付を以ってユースホステルとしての契約を解除（昼間営業は同年5月31日まで。）し、約50年の歴史に幕を下ろした（閉館の挨拶）。

## アクセス
- JR山陽本線岡山駅徒歩20分。ないしバス（12番のりば行き先表示幕が青色のバス）10分青年会館前下車徒歩2分。